# America³
America³ es el yate con el número de vela distintivo USA 23 de la Clase Internacional Copa América que ganó la Copa América de 1992. Previamente había ganado la Copa Citizen.
Navegó bajo pabellón estadounidense y perteneció al equipo America³ Foundation, del Club de Yates de San Diego.
Fue diseñado por Doug Peterson y construido en el astillero Goetz Custom Sailboats de Rhode Island en 1992, Su mástil, de fibra de carbono se fabricó en la empresa Offshore Spars de Míchigan.